# МАЗ-281
МАЗ-281 — белорусский микроавтобус, собираемый из машинокомплектов компании JAC Motors на Брестском машиностроительном заводе, входящем в холдинг «БелавтоМАЗ». Грузовая модификация — МАЗ-3650. В перспективе рассматривается возможность локализации производства узлов и компонентов на территории Республики Беларусь.

## История
В СМИ МАЗ-3650 и МАЗ-281 неоднократно называют «первыми белорусскими микроавтобусами», хотя в 2010 году автозавод презентовал модели МАЗ-181 и МАЗ-182.
Первая информация о белорусско-китайском проекте сборки однотипных пассажирских микроавтобусов и грузовых фургонов на незадействованных мощностях структурных подразделений холдинга «БелавтоМАЗ» появилась в 2016—2017 годах. В ноябре 2017 года названо место сборки из машинокомплектов — завод «Брестмаш» (МАЗ-181 и МАЗ-182 собирали на заводе «Могилёвтрансмаш»), а также модель фургона — JAC Sunray. В 2018 году появились первые чертежи фургонов. Минский автомобильный завод должен был реализовывать новую продукцию под своим брендом через свою товаропроводящую сеть. В отличие от многих импортозамещающих проектов, завод реализует проект только за счёт собственных средств.
Продажи микроавтобуса начались в апреле 2019 года на Украине. Для украинского рынка цена составила 32 тысячи евро со всеми пошлинами для модификации 281040. Продажи на территории Республики Беларусь начались в конце мая 2019 года.

## Конструкция
Длина — 6000 мм, ширина — 2100 мм, высота — 2800 мм, колёсная база — 3570 мм. Категория автомобиля — M2.
В модификации 040, которая начала производиться первой, микроавтобус может перевозить, помимо водителя, ещё 16 пассажиров. Впоследствии ожидается начало производства микроавтобусов иной компоновки — для 9 и 13 пассажиров. Вход-выход пассажиров производятся через сдвижную дверь с автоматически выдвигающейся подножкой; кроме того, имеются две двери в кабине и две распашные сзади.
Двигатель — турбодизельный 4-цилиндровый JAC HFC4DE1-1D объёмом 2746 см³ и мощностью 149,5 л. с. (при 3200 об/мин). Экологический класс двигателя — Евро-5. Максимальная скорость, ограниченная электроникой, составляет 100 км/ч.